# Mycosphaerella
Genre
Mycosphaerella est un genre de champignons ascomycètes de la famille des Mycosphaerellaceae.
Ce genre, le plus vaste parmi les champignons ascomycètes est le plus important chez les champignons phytopathogènes. Il comprend plus de 10 000 espèces, en y incluant ses genres anamorphes, parmi lesquels les plus notables sont Septoria, Cercospora, Pseudocercospora, Ramularia, Dothistroma, etc.

## Synonymes
Selon Index Fungorum (24 novembre 2014) :
- Ascospora Fr., 1825 ;
- Cercosphaerella Kleb., 1918 ;
- Cyclodothis Syd. & P. Syd., 1913 ;
- Didymellina Höhn., 1918 ;
- Haplodothis Höhn., 1911 ;
- Hypomycopsis Henn., 1904 ;
- Oligostroma Syd. & P. Syd., 1914 ;
- Ramosphaerella Laib., 1921)
- Ramularisphaerella Kleb., 1918 ;
- Scirrhiachora Theiss. & Syd., 1915 ;
- Septorisphaerella Kleb., 1918 ;
- Septosphaerella Laib., 1921 ;
- Sphaerella Ces. & De Not., 1863 ;
- Sphaerella (Fr.) Rabenh., 1856 ;
- Sphaeria subgen. Sphaerella Fr., 1849.

## Liste d'espèces
Selon Catalogue of Life (24 novembre 2014) :
- Mycosphaerella abutilontidicola
- Mycosphaerella acaciae
- Mycosphaerella acanthopanacis
- Mycosphaerella aceris
- Mycosphaerella achilleae
- Mycosphaerella acilegna
- Mycosphaerella aconitorum
- Mycosphaerella acori
- Mycosphaerella actaeae
- Mycosphaerella actinidiae
- Mycosphaerella adenophorae
- Mycosphaerella adhatodae
- Mycosphaerella adonidina
- Mycosphaerella adonis
- Mycosphaerella adusta
- Mycosphaerella aeluropodis
- Mycosphaerella aequatoriensis
- Mycosphaerella aesculi
- Mycosphaerella aethiops
- Mycosphaerella afghanica
- Mycosphaerella africana
- Mycosphaerella agapanthi-umbellati
- Mycosphaerella agaves
- Mycosphaerella aggregata
- Mycosphaerella agostinii
- Mycosphaerella agrimoniae
- Mycosphaerella agrostidis
- Mycosphaerella agrostistachydis
- Mycosphaerella aiacu
- Mycosphaerella ailanthi
- Mycosphaerella airicola
- Mycosphaerella alarum
- Mycosphaerella alba
- Mycosphaerella albescens
- Mycosphaerella albiziae
- Mycosphaerella albocrustata
- Mycosphaerella alchemillicola
- Mycosphaerella aleuritis
- Mycosphaerella algarbiensis
- Mycosphaerella algida
- Mycosphaerella aliena
- Mycosphaerella alismatis
- Mycosphaerella allescheri
- Mycosphaerella alni-viridis
- Mycosphaerella alnicola
- Mycosphaerella alnobetulae
- Mycosphaerella alocasiae
- Mycosphaerella aloes
- Mycosphaerella alpina
- Mycosphaerella alpiniae
- Mycosphaerella alpiniicola
- Mycosphaerella alsines
- Mycosphaerella alsophila
- Mycosphaerella altera
- Mycosphaerella althaeina
- Mycosphaerella alyssi
- Mycosphaerella alyxiae
- Mycosphaerella ambigua
- Mycosphaerella americanae
- Mycosphaerella amomi
- Mycosphaerella anacardiicola
- Mycosphaerella andicola
- Mycosphaerella andirae
- Mycosphaerella andrewsii
- Mycosphaerella andromedae
- Mycosphaerella anethi
- Mycosphaerella angelicae
- Mycosphaerella angophorae
- Mycosphaerella angulata
- Mycosphaerella angustifoliorum
- Mycosphaerella annulata
- Mycosphaerella antarctica
- Mycosphaerella anthemidina
- Mycosphaerella anthurii
- Mycosphaerella antoniana
- Mycosphaerella antonovii
- Mycosphaerella aphyllanthis
- Mycosphaerella apiahyna
- Mycosphaerella apocynica
- Mycosphaerella applanata
- Mycosphaerella apula
- Mycosphaerella aquatica
- Mycosphaerella aquilegiae-jonesii
- Mycosphaerella aquilina
- Mycosphaerella arachnoidea
- Mycosphaerella araliae
- Mycosphaerella araucariae
- Mycosphaerella arbuticola
- Mycosphaerella arbutifoliae
- Mycosphaerella arctica
- Mycosphaerella ardisiae
- Mycosphaerella arenariicola
- Mycosphaerella areola
- Mycosphaerella aretiae
- Mycosphaerella aristolochiae
- Mycosphaerella aristoteliae
- Mycosphaerella aronici
- Mycosphaerella artemisiae
- Mycosphaerella arthraxonicola
- Mycosphaerella artocarpi
- Mycosphaerella arundinariae
- Mycosphaerella asclepiadis
- Mycosphaerella asensioi
- Mycosphaerella asiminae
- Mycosphaerella asparagi
- Mycosphaerella asperifolii
- Mycosphaerella asperulae
- Mycosphaerella asperulata
- Mycosphaerella asphodelina
- Mycosphaerella aspidii
- Mycosphaerella asplenii
- Mycosphaerella assimilata
- Mycosphaerella astericola
- Mycosphaerella asteroma
- Mycosphaerella astragali
- Mycosphaerella astragalina
- Mycosphaerella asunciensis
- Mycosphaerella athamantae
- Mycosphaerella atomus
- Mycosphaerella atractylodis
- Mycosphaerella atropae
- Mycosphaerella aucubae
- Mycosphaerella audibertiae
- Mycosphaerella auerswaldii
- Mycosphaerella aurantia
- Mycosphaerella aurantiorum
- Mycosphaerella aureocorona
- Mycosphaerella babajaniae
- Mycosphaerella baccharidiphila
- Mycosphaerella badensis
- Mycosphaerella bakeri
- Mycosphaerella balansae
- Mycosphaerella balcanica
- Mycosphaerella baldensis
- Mycosphaerella balsamopopuli
- Mycosphaerella balsamorrhizae
- Mycosphaerella bambusae
- Mycosphaerella bambusicola
- Mycosphaerella bambusifolia
- Mycosphaerella bambusina
- Mycosphaerella banksiae
- Mycosphaerella baptisiicola
- Mycosphaerella bardanae
- Mycosphaerella barnadesiae
- Mycosphaerella basicola
- Mycosphaerella bataticola
- Mycosphaerella baudysiana
- Mycosphaerella beaglensis
- Mycosphaerella belladonnae
- Mycosphaerella bellona
- Mycosphaerella benguetensis
- Mycosphaerella berberidis
- Mycosphaerella berkeleyi
- Mycosphaerella berlesiana
- Mycosphaerella bhandardarensis
- Mycosphaerella biberwierensis
- Mycosphaerella biguttulata
- Mycosphaerella bixae
- Mycosphaerella bolleana
- Mycosphaerella bombycina
- Mycosphaerella bonae-noctis
- Mycosphaerella borreriae
- Mycosphaerella botrychii
- Mycosphaerella brachyscomes
- Mycosphaerella bracteophila
- Mycosphaerella braheae
- Mycosphaerella brassicicola
- Mycosphaerella brideliae
- Mycosphaerella brionnensis
- Mycosphaerella brunnea
- Mycosphaerella brunneola
- Mycosphaerella brunneomaculans
- Mycosphaerella bubakii
- Mycosphaerella buckinghamiae
- Mycosphaerella bulgarica
- Mycosphaerella bumeliae
- Mycosphaerella buna
- Mycosphaerella bupleuri
- Mycosphaerella bupleurina
- Mycosphaerella burnatii
- Mycosphaerella buxicola
- Mycosphaerella byliana
- Mycosphaerella byrsonimae
- Mycosphaerella cacaliae
- Mycosphaerella caespitosa
- Mycosphaerella calamagrostidis
- Mycosphaerella calamagrostis
- Mycosphaerella calceoli
- Mycosphaerella callistea
- Mycosphaerella calopogonii
- Mycosphaerella calotropidis
- Mycosphaerella calycanthi
- Mycosphaerella camarae
- Mycosphaerella camelliae
- Mycosphaerella campanulae
- Mycosphaerella camphorosmae
- Mycosphaerella campoi
- Mycosphaerella canariensis
- Mycosphaerella canavaliae
- Mycosphaerella cannabis
- Mycosphaerella capparis
- Mycosphaerella capreolatae
- Mycosphaerella capronii
- Mycosphaerella capsellae
- Mycosphaerella caricae
- Mycosphaerella caricis
- Mycosphaerella carniolica
- Mycosphaerella caroliniana
- Mycosphaerella carphae
- Mycosphaerella carpogena
- Mycosphaerella caryigena
- Mycosphaerella caryophyllata
- Mycosphaerella caryophylli
- Mycosphaerella casiozumi
- Mycosphaerella cassiae
- Mycosphaerella cassinopsidis
- Mycosphaerella cassiopes
- Mycosphaerella castagnei
- Mycosphaerella castaneicola
- Mycosphaerella castanopsidis
- Mycosphaerella castillae
- Mycosphaerella catesbeyi
- Mycosphaerella caulicola
- Mycosphaerella cedrelae
- Mycosphaerella celtidis
- Mycosphaerella centellae
- Mycosphaerella centellae-asiaticae
- Mycosphaerella cerasella
- Mycosphaerella cerasina
- Mycosphaerella cerastiicola
- Mycosphaerella cercidicola
- Mycosphaerella cercidis
- Mycosphaerella cerei
- Mycosphaerella cesatiana
- Mycosphaerella chaenomelis
- Mycosphaerella chamaeropis
- Mycosphaerella chamerionis
- Mycosphaerella chardonii
- Mycosphaerella chaubattiensis
- Mycosphaerella chelidonii
- Mycosphaerella chenopodii
- Mycosphaerella chenopodiicola
- Mycosphaerella chimaphilae
- Mycosphaerella chimaphilina
- Mycosphaerella chlorogali
- Mycosphaerella chorinensis
- Mycosphaerella chrysanthemi
- Mycosphaerella chrysobalanicola
- Mycosphaerella ciliata
- Mycosphaerella cinnafolia
- Mycosphaerella cinnamomicola
- Mycosphaerella circe
- Mycosphaerella circumdans
- Mycosphaerella circumvaga
- Mycosphaerella cirsii
- Mycosphaerella cirsii-arvensis
- Mycosphaerella citrigena
- Mycosphaerella cladii
- Mycosphaerella clallamensis
- Mycosphaerella cleidii
- Mycosphaerella clematidina
- Mycosphaerella clematitidis
- Mycosphaerella clethrae
- Mycosphaerella cleyerae
- Mycosphaerella clidemiae
- Mycosphaerella clusiae
- Mycosphaerella clymenia
- Mycosphaerella coacervata
- Mycosphaerella cocoës
- Mycosphaerella coffeae
- Mycosphaerella coffeicola
- Mycosphaerella coggygriae
- Mycosphaerella collina
- Mycosphaerella colocasiae
- Mycosphaerella colombiensis
- Mycosphaerella colorata
- Mycosphaerella columbariae
- Mycosphaerella columbi
- Mycosphaerella columbiae
- Mycosphaerella concentrica
- Mycosphaerella confinis
- Mycosphaerella confusa
- Mycosphaerella conglomerata
- Mycosphaerella consociata
- Mycosphaerella conspicua
- Mycosphaerella contraria
- Mycosphaerella convallariae
- Mycosphaerella convexula
- Mycosphaerella coptis
- Mycosphaerella cordata
- Mycosphaerella cordylinicola
- Mycosphaerella corispermi
- Mycosphaerella corni
- Mycosphaerella cornicola
- Mycosphaerella coronillae-variae
- Mycosphaerella corylina
- Mycosphaerella coussapoae
- Mycosphaerella coymiana
- Mycosphaerella crassa
- Mycosphaerella crataegi
- Mycosphaerella crataegicola
- Mycosphaerella creberrima
- Mycosphaerella crebra
- Mycosphaerella crepidophora
- Mycosphaerella crietiana
- Mycosphaerella crini
- Mycosphaerella crotalariae
- Mycosphaerella cruchetii
- Mycosphaerella cruciatae
- Mycosphaerella cruciferarum
- Mycosphaerella cruenta
- Mycosphaerella cryptica
- Mycosphaerella cryptomeriae
- Mycosphaerella crystallina
- Mycosphaerella cuboniana
- Mycosphaerella cucurbitae
- Mycosphaerella cunninghamiae
- Mycosphaerella cunninghamii
- Mycosphaerella cupaniae
- Mycosphaerella cuprea
- Mycosphaerella curvulata
- Mycosphaerella cussoniae
- Mycosphaerella cuttsiae
- Mycosphaerella cyaneae
- Mycosphaerella cydoniae
- Mycosphaerella cynodontis
- Mycosphaerella cyparissiae
- Mycosphaerella cyparissincola
- Mycosphaerella cyperi
- Mycosphaerella cypripedii
- Mycosphaerella dacrydii
- Mycosphaerella dactylidis
- Mycosphaerella dahliae
- Mycosphaerella dalbergiae
- Mycosphaerella dalmatica
- Mycosphaerella danaeae
- Mycosphaerella danica
- Mycosphaerella danubialis
- Mycosphaerella daphnes
- Mycosphaerella daphniphylli
- Mycosphaerella dauci
- Mycosphaerella daviesiae
- Mycosphaerella daviesiicola
- Mycosphaerella davisii
- Mycosphaerella davisoniellae
- Mycosphaerella dealbans
- Mycosphaerella dearnessii
- Mycosphaerella degeneri
- Mycosphaerella deightonii
- Mycosphaerella dejanira
- Mycosphaerella delegatensis
- Mycosphaerella delphinii
- Mycosphaerella dendrobii-nobilis
- Mycosphaerella dendromeconis
- Mycosphaerella denigrans
- Mycosphaerella dennettiae
- Mycosphaerella densa
- Mycosphaerella depazeiformis
- Mycosphaerella deschampsiae
- Mycosphaerella deschmannii
- Mycosphaerella desmazieri
- Mycosphaerella desmodii
- Mycosphaerella desmodiifolii
- Mycosphaerella deutziae
- Mycosphaerella devia
- Mycosphaerella dianellae
- Mycosphaerella dianellincola
- Mycosphaerella dianthi
- Mycosphaerella dichrostachydis
- Mycosphaerella dictamni
- Mycosphaerella didymelloides
- Mycosphaerella didymopanacis
- Mycosphaerella dieffenbachiae
- Mycosphaerella digitalis
- Mycosphaerella digitalis-ambiguae
- Mycosphaerella dioscoreae
- Mycosphaerella diospyri
- Mycosphaerella discophora
- Mycosphaerella ditissima
- Mycosphaerella dodartiae
- Mycosphaerella dodonaeae
- Mycosphaerella dolichospora
- Mycosphaerella dominicana
- Mycosphaerella donacis
- Mycosphaerella dracocephali
- Mycosphaerella drimydis
- Mycosphaerella droserae
- Mycosphaerella dryadicola
- Mycosphaerella dryadis
- Mycosphaerella drymariae
- Mycosphaerella dubia
- Mycosphaerella dummeri
- Mycosphaerella dunbariae
- Mycosphaerella earliana
- Mycosphaerella ebuli
- Mycosphaerella ebulina
- Mycosphaerella ecdysantherae
- Mycosphaerella edelbergii
- Mycosphaerella effigurata
- Mycosphaerella elaeagnicola
- Mycosphaerella elaeocarpi
- Mycosphaerella elastica
- Mycosphaerella elatior
- Mycosphaerella elatostematis
- Mycosphaerella ellipsoidea
- Mycosphaerella elodis
- Mycosphaerella elongata
- Mycosphaerella elymi
- Mycosphaerella embothrii
- Mycosphaerella emeri
- Mycosphaerella endophytica
- Mycosphaerella endospermi
- Mycosphaerella engleriana
- Mycosphaerella entadae
- Mycosphaerella enteleae
- Mycosphaerella ephedrae
- Mycosphaerella epilobii
- Mycosphaerella epilobii-montani
- Mycosphaerella epimedii
- Mycosphaerella epiphylla
- Mycosphaerella equiseti
- Mycosphaerella equiseticola
- Mycosphaerella equisetina
- Mycosphaerella erechtitidina
- Mycosphaerella ericae-ciliaris
- Mycosphaerella eriodendri
- Mycosphaerella eryngii
- Mycosphaerella eryngina
- Mycosphaerella erythrinae
- Mycosphaerella erythrinicola
- Mycosphaerella erythroxyli
- Mycosphaerella escalloniae
- Mycosphaerella etlingerae
- Mycosphaerella eucalypti
- Mycosphaerella eucalyptorum
- Mycosphaerella eugeniae
- Mycosphaerella eugenicola
- Mycosphaerella eulaliae
- Mycosphaerella euodiae
- Mycosphaerella eupatorii
- Mycosphaerella eupatoriicola
- Mycosphaerella euphorbiae
- Mycosphaerella euphorbiae-canariensis
- Mycosphaerella euphorbiae-exiguae
- Mycosphaerella euryae
- Mycosphaerella eurypotami
- Mycosphaerella exaci
- Mycosphaerella exarida
- Mycosphaerella excentrica
- Mycosphaerella exigua
- Mycosphaerella fagi
- Mycosphaerella fagraeae
- Mycosphaerella falcariae
- Mycosphaerella familiaris
- Mycosphaerella fennica
- Mycosphaerella ferruginea
- Mycosphaerella ferulae
- Mycosphaerella fici-ovatae
- Mycosphaerella fici-wightianae
- Mycosphaerella ficophila
- Mycosphaerella ficus
- Mycosphaerella fijiensis
- Mycosphaerella filicum
- Mycosphaerella filipendulae-denudatae
- Mycosphaerella fimbriata
- Mycosphaerella firmianae
- Mycosphaerella flagellariae
- Mycosphaerella flageoletiana
- Mycosphaerella foeniculi
- Mycosphaerella foeniculina
- Mycosphaerella formosana
- Mycosphaerella fragariae
- Mycosphaerella frankeniae
- Mycosphaerella frauxii
- Mycosphaerella fraxini
- Mycosphaerella fraxinicola
- Mycosphaerella frenumbensis
- Mycosphaerella freycinetiae
- Mycosphaerella friesii
- Mycosphaerella fuchsiicola
- Mycosphaerella fujiensis
- Mycosphaerella fumaginea
- Mycosphaerella fusca
- Mycosphaerella fushinoki
- Mycosphaerella fusispora
- Mycosphaerella galanthina
- Mycosphaerella galatea
- Mycosphaerella galatellae
- Mycosphaerella galegae
- Mycosphaerella galii
- Mycosphaerella galii-elliptici
- Mycosphaerella gallae
- Mycosphaerella gamsii
- Mycosphaerella garciniae
- Mycosphaerella gardeniae
- Mycosphaerella garganica
- Mycosphaerella gastonis
- Mycosphaerella gaultheriae
- Mycosphaerella gaveensis
- Mycosphaerella genuflexa
- Mycosphaerella gibelliana
- Mycosphaerella gibsonii
- Mycosphaerella gifuensis
- Mycosphaerella glauca
- Mycosphaerella glechomae
- Mycosphaerella gleicheniae
- Mycosphaerella glochidionis
- Mycosphaerella glycyrrhizae
- Mycosphaerella gneticola
- Mycosphaerella goodiaefolia
- Mycosphaerella gordoniae
- Mycosphaerella gossypina
- Mycosphaerella gracilis
- Mycosphaerella graeca
- Mycosphaerella graminicola
- Mycosphaerella graminis
- Mycosphaerella graminum
- Mycosphaerella grandispora
- Mycosphaerella greenei
- Mycosphaerella grevilleae
- Mycosphaerella grisea
- Mycosphaerella groveana
- Mycosphaerella guadarramica
- Mycosphaerella guettardina
- Mycosphaerella guineensis
- Mycosphaerella guttiferae
- Mycosphaerella gypsophilicola
- Mycosphaerella halimodendri
- Mycosphaerella hambergii
- Mycosphaerella handelii
- Mycosphaerella haraeana
- Mycosphaerella hariotiana
- Mycosphaerella harknessii
- Mycosphaerella harthensis
- Mycosphaerella hawaiiensis
- Mycosphaerella hederae-helicis
- Mycosphaerella hedericola
- Mycosphaerella hedychii
- Mycosphaerella heimii
- Mycosphaerella heimioides
- Mycosphaerella helenae
- Mycosphaerella hemerocallidicola
- Mycosphaerella hemerocallidis
- Mycosphaerella henningsii
- Mycosphaerella hepaticae
- Mycosphaerella hepaticarum
- Mycosphaerella heracleina
- Mycosphaerella hermione
- Mycosphaerella hesperidum
- Mycosphaerella heucherae
- Mycosphaerella heveana
- Mycosphaerella heveicola
- Mycosphaerella hieracii
- Mycosphaerella hieraciophila
- Mycosphaerella hippocastani
- Mycosphaerella holmii
- Mycosphaerella holopteleae
- Mycosphaerella homalanthi
- Mycosphaerella honckenyae
- Mycosphaerella hondai
- Mycosphaerella hordei
- Mycosphaerella hordicola
- Mycosphaerella horii
- Mycosphaerella hosackiae
- Mycosphaerella hostae
- Mycosphaerella hranicensis
- Mycosphaerella humuli
- Mycosphaerella huteriana
- Mycosphaerella hydrangeae
- Mycosphaerella hydrocotyles-asiaticae
- Mycosphaerella hyperici
- Mycosphaerella hypericina
- Mycosphaerella hyphiseda
- Mycosphaerella hypochaeridis
- Mycosphaerella hypodermellae
- Mycosphaerella hypostomatica
- Mycosphaerella idaeina
- Mycosphaerella idesiae
- Mycosphaerella ignobilis
- Mycosphaerella ikedai
- Mycosphaerella ilicella
- Mycosphaerella ilicicola
- Mycosphaerella ilicis-canariensis
- Mycosphaerella immersa
- Mycosphaerella impatientina
- Mycosphaerella impatientis
- Mycosphaerella implexae
- Mycosphaerella implexicola
- Mycosphaerella incanescens
- Mycosphaerella incomperta
- Mycosphaerella indica
- Mycosphaerella inflata
- Mycosphaerella infuscans
- Mycosphaerella insignita
- Mycosphaerella insulana
- Mycosphaerella intermedia
- Mycosphaerella intermixta
- Mycosphaerella ipiranguensis
- Mycosphaerella ipomoeae
- Mycosphaerella iridis
- Mycosphaerella irregulariramosa
- Mycosphaerella irregularis
- Mycosphaerella isariphora
- Mycosphaerella isatidis
- Mycosphaerella isoplexidis
- Mycosphaerella ixanthi
- Mycosphaerella ixodiae
- Mycosphaerella ixorae
- Mycosphaerella jaapiana
- Mycosphaerella jaczewskii
- Mycosphaerella jaffueli
- Mycosphaerella janus
- Mycosphaerella japonica
- Mycosphaerella jasmini-officinalis
- Mycosphaerella jasminicola
- Mycosphaerella jenensis
- Mycosphaerella joerstadii
- Mycosphaerella juglandis
- Mycosphaerella juncellina
- Mycosphaerella juniperi
- Mycosphaerella juniperina
- Mycosphaerella jutlandica
- Mycosphaerella kabocha
- Mycosphaerella kaduae
- Mycosphaerella kakomensis
- Mycosphaerella kandawanica
- Mycosphaerella kankeshwarensis
- Mycosphaerella karajacensis
- Mycosphaerella karakulinii
- Mycosphaerella kawanensis
- Mycosphaerella keissleri
- Mycosphaerella keniensis
- Mycosphaerella kerguelensis
- Mycosphaerella khayae
- Mycosphaerella kirschsteinii
- Mycosphaerella koae
- Mycosphaerella kochiae
- Mycosphaerella koldingensis
- Mycosphaerella krigiae
- Mycosphaerella lachesis
- Mycosphaerella lachmannii
- Mycosphaerella lageniformis
- Mycosphaerella lagunensis
- Mycosphaerella lantanae
- Mycosphaerella laricina
- Mycosphaerella laricis-leptolepidis
- Mycosphaerella larsenii
- Mycosphaerella lasiana
- Mycosphaerella latebrosa
- Mycosphaerella lateralis
- Mycosphaerella lebedevae
- Mycosphaerella leguminosarum
- Mycosphaerella lenticula
- Mycosphaerella lepidospermatis
- Mycosphaerella leptopleura
- Mycosphaerella leptospora
- Mycosphaerella leucophaea
- Mycosphaerella leucospermi
- Mycosphaerella leucospila
- Mycosphaerella leucothoes
- Mycosphaerella libanotidis
- Mycosphaerella ligea
- Mycosphaerella ligustri
- Mycosphaerella limonis
- Mycosphaerella lindaviana
- Mycosphaerella lindiana
- Mycosphaerella lindingeri
- Mycosphaerella lineata
- Mycosphaerella lineolata
- Mycosphaerella lini
- Mycosphaerella lini-perennis
- Mycosphaerella linicola
- Mycosphaerella linnaeae
- Mycosphaerella lippiae
- Mycosphaerella liriodendri
- Mycosphaerella lithraeae
- Mycosphaerella liukiuensis
- Mycosphaerella lobeliae
- Mycosphaerella loefgreni
- Mycosphaerella loliacea
- Mycosphaerella longibasalis
- Mycosphaerella longispora
- Mycosphaerella longissima
- Mycosphaerella loranthi
- Mycosphaerella louisianae
- Mycosphaerella ludwigiana
- Mycosphaerella ludwigii
- Mycosphaerella lumae
- Mycosphaerella lupini
- Mycosphaerella lupulina
- Mycosphaerella luzonensis
- Mycosphaerella luzonica
- Mycosphaerella luzulae
- Mycosphaerella lychnidicola
- Mycosphaerella lycii
- Mycosphaerella lycopodii
- Mycosphaerella lycopodii-annotini
- Mycosphaerella lycopodiicola
- Mycosphaerella lygei
- Mycosphaerella lysimachiae
- Mycosphaerella lysimachiicola
- Mycosphaerella lythracearum
- Mycosphaerella lythri
- Mycosphaerella macedonica
- Mycosphaerella machaerii
- Mycosphaerella macleayae
- Mycosphaerella maclurae
- Mycosphaerella maculans
- Mycosphaerella maculicola
- Mycosphaerella maculiformis
- Mycosphaerella madeirae
- Mycosphaerella maderensis
- Mycosphaerella maesae
- Mycosphaerella magellanica
- Mycosphaerella magellanicola
- Mycosphaerella magnoliae
- Mycosphaerella magnusiana
- Mycosphaerella malinverniana
- Mycosphaerella malvina
- Mycosphaerella mandshurica
- Mycosphaerella manganottiana
- Mycosphaerella mangiferae
- Mycosphaerella manihotis
- Mycosphaerella maniuana
- Mycosphaerella marasasii
- Mycosphaerella mariae
- Mycosphaerella marksii
- Mycosphaerella martagonis
- Mycosphaerella martinae
- Mycosphaerella maturna
- Mycosphaerella mauica
- Mycosphaerella maxima
- Mycosphaerella maydina
- Mycosphaerella mazzantioides
- Mycosphaerella medicaginicola
- Mycosphaerella medicaginis
- Mycosphaerella mediterranea
- Mycosphaerella medusae
- Mycosphaerella melaleucoides
- Mycosphaerella melanophora
- Mycosphaerella melanoplaca
- Mycosphaerella melastomatacearum
- Mycosphaerella melconiana
- Mycosphaerella meliosmae
- Mycosphaerella meliosmae-myrianthae
- Mycosphaerella melothriae
- Mycosphaerella menthae
- Mycosphaerella mercurialis
- Mycosphaerella merrillii
- Mycosphaerella metrosideri
- Mycosphaerella miconiae
- Mycosphaerella microscopica
- Mycosphaerella midzurensis
- Mycosphaerella mikaniae
- Mycosphaerella mikaniae-micranthae
- Mycosphaerella miliacei
- Mycosphaerella millegrana
- Mycosphaerella millepunctata
- Mycosphaerella milleri
- Mycosphaerella mimosae-pigrae
- Mycosphaerella mimosicola
- Mycosphaerella minabensis
- Mycosphaerella minima
- Mycosphaerella minimipuncta
- Mycosphaerella minoensis
- Mycosphaerella minor
- Mycosphaerella minuartiae
- Mycosphaerella minutissima
- Mycosphaerella molleriana
- Mycosphaerella molluginis
- Mycosphaerella mombin
- Mycosphaerella monserratica
- Mycosphaerella montana
- Mycosphaerella montellica
- Mycosphaerella moquileae
- Mycosphaerella mori
- Mycosphaerella mori-albae
- Mycosphaerella moricola
- Mycosphaerella morierei
- Mycosphaerella morindae
- Mycosphaerella morphaea
- Mycosphaerella morthieri
- Mycosphaerella mougeotiana
- Mycosphaerella moutan
- Mycosphaerella mozambica
- Mycosphaerella mucunae
- Mycosphaerella muhlenbergiae
- Mycosphaerella mulgedii-alpini
- Mycosphaerella multiloculata
- Mycosphaerella munkii
- Mycosphaerella munyangica
- Mycosphaerella murashkii
- Mycosphaerella murrayae
- Mycosphaerella musae
- Mycosphaerella muscari
- Mycosphaerella musicola
- Mycosphaerella mycoparasitica
- Mycosphaerella mycopron
- Mycosphaerella myricae
- Mycosphaerella myricariae
- Mycosphaerella myrtillina
- Mycosphaerella mysorensis
- Mycosphaerella najas
- Mycosphaerella nawae
- Mycosphaerella nectandrae
- Mycosphaerella nemesiae
- Mycosphaerella nemoseridis
- Mycosphaerella nerii-odori
- Mycosphaerella nerviseda
- Mycosphaerella nevodovskii
- Mycosphaerella nicotianae
- Mycosphaerella niesslii
- Mycosphaerella nigerristigma
- Mycosphaerella nigrificata
- Mycosphaerella nigrita
- Mycosphaerella nigromaculans
- Mycosphaerella nipponica
- Mycosphaerella nivalis
- Mycosphaerella nogalesii
- Mycosphaerella nootherensis
- Mycosphaerella nubilosa
- Mycosphaerella nuristanica
- Mycosphaerella nyssicola
- Mycosphaerella occulta
- Mycosphaerella octopetalae
- Mycosphaerella oculata
- Mycosphaerella oedema
- Mycosphaerella oerteliana
- Mycosphaerella oleandri
- Mycosphaerella oleina
- Mycosphaerella olindensis
- Mycosphaerella omalanthi
- Mycosphaerella omphalosporoides
- Mycosphaerella onobrychidis
- Mycosphaerella ontariensis
- Mycosphaerella ootheca
- Mycosphaerella orchidearum
- Mycosphaerella oryzae
- Mycosphaerella oryzopsidis
- Mycosphaerella osborniae
- Mycosphaerella osmundicola
- Mycosphaerella oxyacanthae
- Mycosphaerella oxyriae
- Mycosphaerella pachyasca
- Mycosphaerella pachypleuri
- Mycosphaerella pachysandrae
- Mycosphaerella pachystimae
- Mycosphaerella pachythecia
- Mycosphaerella padina
- Mycosphaerella paepalanthi
- Mycosphaerella paleicola
- Mycosphaerella pales
- Mycosphaerella palmae
- Mycosphaerella palmicola
- Mycosphaerella panacis-ginseng
- Mycosphaerella pandani
- Mycosphaerella panicicola
- Mycosphaerella papaveris
- Mycosphaerella papuana
- Mycosphaerella papyrifera
- Mycosphaerella parallelogramma
- Mycosphaerella pardalota
- Mycosphaerella parjumanica
- Mycosphaerella parkii
- Mycosphaerella parkiiaffinis
- Mycosphaerella parnassiae
- Mycosphaerella paronychiae
- Mycosphaerella pascuorum
- Mycosphaerella pashkiensis
- Mycosphaerella passeriniana
- Mycosphaerella passiflorae
- Mycosphaerella pataguae
- Mycosphaerella patouillardii
- Mycosphaerella patriniae
- Mycosphaerella paulowniae
- Mycosphaerella paulula
- Mycosphaerella pavonina
- Mycosphaerella pectinis
- Mycosphaerella pedicularis
- Mycosphaerella pellucida
- Mycosphaerella perconferta
- Mycosphaerella peregrina
- Mycosphaerella perexigua
- Mycosphaerella pericampyli
- Mycosphaerella pericopsidis
- Mycosphaerella periplocae
- Mycosphaerella pernettyae
- Mycosphaerella perparva
- Mycosphaerella perpendicularis
- Mycosphaerella perseae
- Mycosphaerella persica
- Mycosphaerella persicae
- Mycosphaerella personata
- Mycosphaerella peruviana
- Mycosphaerella petchii
- Mycosphaerella petiolicola
- Mycosphaerella petrakii
- Mycosphaerella phacae-frigidae
- Mycosphaerella phaceliiphila
- Mycosphaerella phalaridis
- Mycosphaerella phaseoli
- Mycosphaerella phaseolicola
- Mycosphaerella phaseolorum
- Mycosphaerella philochorta
- Mycosphaerella phlogina
- Mycosphaerella phlomidicola
- Mycosphaerella phlomidis
- Mycosphaerella phragmitis
- Mycosphaerella phyllachoroides
- Mycosphaerella phyllanthi
- Mycosphaerella phyllitis
- Mycosphaerella phyllostachydicola
- Mycosphaerella physostegiae
- Mycosphaerella phyteumatis
- Mycosphaerella piliostigmatis
- Mycosphaerella pimpinellae
- Mycosphaerella pini
- Mycosphaerella pini-patulae
- Mycosphaerella pinicola
- Mycosphaerella pinifolia
- Mycosphaerella pinodes
- Mycosphaerella pinsapo
- Mycosphaerella pistaciae
- Mycosphaerella pistaciarum
- Mycosphaerella pistacina
- Mycosphaerella pittieri
- Mycosphaerella pittospori
- Mycosphaerella plantaginicola
- Mycosphaerella plantaginis
- Mycosphaerella platani
- Mycosphaerella platanifolia
- Mycosphaerella platylobii
- Mycosphaerella platytheca
- Mycosphaerella plectranthi
- Mycosphaerella pluritubularis
- Mycosphaerella pneumatophorae
- Mycosphaerella podagrariae
- Mycosphaerella podperae
- Mycosphaerella polemonii
- Mycosphaerella polia
- Mycosphaerella polifoliae
- Mycosphaerella polycarpa
- Mycosphaerella polygalina
- Mycosphaerella polygoni-cuspidati
- Mycosphaerella polygonorum
- Mycosphaerella polygramma
- Mycosphaerella polymorpha
- Mycosphaerella pomacearum
- Mycosphaerella pomi
- Mycosphaerella pongamiae
- Mycosphaerella poonensis
- Mycosphaerella populi
- Mycosphaerella populi-albae
- Mycosphaerella populicola
- Mycosphaerella populifolia
- Mycosphaerella populnea
- Mycosphaerella poraqueibae
- Mycosphaerella potentillae
- Mycosphaerella potentillae-stipularis
- Mycosphaerella pourthiaeae
- Mycosphaerella praecox
- Mycosphaerella praeparva
- Mycosphaerella prasii
- Mycosphaerella prenanthicola
- Mycosphaerella prenanthis
- Mycosphaerella primulae
- Mycosphaerella prinsepiae
- Mycosphaerella proteae
- Mycosphaerella pruni-persicae
- Mycosphaerella psammae
- Mycosphaerella pseudafricana
- Mycosphaerella pseudocryptica
- Mycosphaerella pseudoendophytica
- Mycosphaerella pseudomaculiformis
- Mycosphaerella pseudomarksii
- Mycosphaerella pseudoplatani
- Mycosphaerella pseudopsammae
- Mycosphaerella pseudoseptorioides
- Mycosphaerella pseudosphaerioides
- Mycosphaerella pseudosuberosa
- Mycosphaerella pseudovespa
- Mycosphaerella psilospora
- Mycosphaerella ptarmicae
- Mycosphaerella pteridicola
- Mycosphaerella pteridis
- Mycosphaerella pterocarpi
- Mycosphaerella pterophila
- Mycosphaerella puerariae
- Mycosphaerella puerariicola
- Mycosphaerella pulchella
- Mycosphaerella pulmonariae
- Mycosphaerella pulsatillae
- Mycosphaerella pulviscula
- Mycosphaerella punctata
- Mycosphaerella punctiformis
- Mycosphaerella putoriae
- Mycosphaerella puttemansii
- Mycosphaerella pyrenaica
- Mycosphaerella pyri
- Mycosphaerella pyrina
- Mycosphaerella pyrolae
- Mycosphaerella quasicercospora
- Mycosphaerella quasiparkii
- Mycosphaerella queenslandica
- Mycosphaerella quercifolia
- Mycosphaerella quercina
- Mycosphaerella rabiei
- Mycosphaerella radiata
- Mycosphaerella ramulorum
- Mycosphaerella ranunculi
- Mycosphaerella rauwolfiae
- Mycosphaerella ravenelii
- Mycosphaerella readeriellophora
- Mycosphaerella recutita
- Mycosphaerella rehmiana
- Mycosphaerella resedae
- Mycosphaerella resedicola
- Mycosphaerella retinosporae
- Mycosphaerella reyesi
- Mycosphaerella rhea
- Mycosphaerella rhododendri
- Mycosphaerella rhodophila
- Mycosphaerella rhodostacheos
- Mycosphaerella rhoina
- Mycosphaerella rhois
- Mycosphaerella rhynchosporae
- Mycosphaerella ribis
- Mycosphaerella ricciae
- Mycosphaerella richeae
- Mycosphaerella ricinicola
- Mycosphaerella ritro
- Mycosphaerella robiniae
- Mycosphaerella rosicola
- Mycosphaerella rottboelliae
- Mycosphaerella roureae
- Mycosphaerella rubefaciens
- Mycosphaerella rubella
- Mycosphaerella rubi
- Mycosphaerella rubiae
- Mycosphaerella rubicola
- Mycosphaerella rusci
- Mycosphaerella ruscicola
- Mycosphaerella ruthenica
- Mycosphaerella sabalis
- Mycosphaerella sabinae
- Mycosphaerella saccardoana
- Mycosphaerella sacchari
- Mycosphaerella saccharoides
- Mycosphaerella sagedioides
- Mycosphaerella saginae
- Mycosphaerella sagittariae
- Mycosphaerella sajanyca
- Mycosphaerella salicicola
- Mycosphaerella salicina
- Mycosphaerella salicis
- Mycosphaerella salicorniae
- Mycosphaerella salvatorensis
- Mycosphaerella salviae
- Mycosphaerella sanguisorbae
- Mycosphaerella sapii
- Mycosphaerella sapiicola
- Mycosphaerella sapindicola
- Mycosphaerella sarothamni
- Mycosphaerella sarraceniae
- Mycosphaerella sarracenica
- Mycosphaerella sassafras
- Mycosphaerella saussureae-alpinae
- Mycosphaerella saxatilis
- Mycosphaerella saxifragae
- Mycosphaerella scabiosae
- Mycosphaerella scaevolae
- Mycosphaerella schelkovnikovii
- Mycosphaerella schizandrae
- Mycosphaerella schoenocauli
- Mycosphaerella sciadophila
- Mycosphaerella scirpi-lacustris
- Mycosphaerella scirrhoides
- Mycosphaerella scopulorum
- Mycosphaerella scorzonerae
- Mycosphaerella scrophulariae
- Mycosphaerella scytalidii
- Mycosphaerella secundaria
- Mycosphaerella securinegae
- Mycosphaerella sedi
- Mycosphaerella sedicola
- Mycosphaerella selene
- Mycosphaerella semeles
- Mycosphaerella senecionis
- Mycosphaerella septorioides
- Mycosphaerella septorispora
- Mycosphaerella sequoiae
- Mycosphaerella serpylli
- Mycosphaerella serratulae
- Mycosphaerella serrulatae
- Mycosphaerella sesami
- Mycosphaerella sesamicola
- Mycosphaerella seseli
- Mycosphaerella setosa
- Mycosphaerella shawii
- Mycosphaerella shikaeana
- Mycosphaerella shimabarensis
- Mycosphaerella shimadae
- Mycosphaerella shiraiana
- Mycosphaerella shomae
- Mycosphaerella sicula
- Mycosphaerella sicyicola
- Mycosphaerella sidaecola
- Mycosphaerella sieberiana
- Mycosphaerella silenes-acaulis
- Mycosphaerella silenis
- Mycosphaerella silveirae
- Mycosphaerella singularis
- Mycosphaerella sisyrinchiicola
- Mycosphaerella skimmiae
- Mycosphaerella slaptoniensis
- Mycosphaerella smegmatos
- Mycosphaerella smilacifolii
- Mycosphaerella smilacina
- Mycosphaerella smilacis-glabrae
- Mycosphaerella sodiroana
- Mycosphaerella sojae
- Mycosphaerella solidaginis
- Mycosphaerella sophorae
- Mycosphaerella sordidula
- Mycosphaerella spegazzinii
- Mycosphaerella spetsbergensis
- Mycosphaerella sphaerelloides
- Mycosphaerella sphaerellula
- Mycosphaerella sphaerosperma
- Mycosphaerella sphaerulinae
- Mycosphaerella spigeliae
- Mycosphaerella spinarum
- Mycosphaerella spinicola
- Mycosphaerella spiraeae
- Mycosphaerella spissa
- Mycosphaerella spleniata
- Mycosphaerella spraguei
- Mycosphaerella staphyleae
- Mycosphaerella staphylina
- Mycosphaerella staticicola
- Mycosphaerella stellarinearum
- Mycosphaerella stemmatea
- Mycosphaerella stephaniae
- Mycosphaerella stephaniicola
- Mycosphaerella stevensii
- Mycosphaerella stigmaphyllonis
- Mycosphaerella stigmina-plantani
- Mycosphaerella stigmina-platani
- Mycosphaerella stigmophylli
- Mycosphaerella stipicola
- Mycosphaerella stipina
- Mycosphaerella stramenti
- Mycosphaerella stramenticola
- Mycosphaerella striatiformans
- Mycosphaerella stromatica
- Mycosphaerella stromatosa
- Mycosphaerella strychnotis
- Mycosphaerella suaedae-australis
- Mycosphaerella subantarctica
- Mycosphaerella subastoma
- Mycosphaerella subcongregata
- Mycosphaerella suberosa
- Mycosphaerella subgregaria
- Mycosphaerella sublibera
- Mycosphaerella subnivalis
- Mycosphaerella subostiolica
- Mycosphaerella subradians
- Mycosphaerella subsequens
- Mycosphaerella succedanea
- Mycosphaerella sumacis
- Mycosphaerella sumatrensis
- Mycosphaerella superflua
- Mycosphaerella suttonii
- Mycosphaerella swartii
- Mycosphaerella sydowii
- Mycosphaerella symphyostemonis
- Mycosphaerella syringae
- Mycosphaerella syringicola
- Mycosphaerella syzygii
- Mycosphaerella tabaci
- Mycosphaerella tabebuiae
- Mycosphaerella tabifica
- Mycosphaerella tabularis
- Mycosphaerella taediosa
- Mycosphaerella taeniographa
- Mycosphaerella taeniographoides
- Mycosphaerella tajmyrensis
- Mycosphaerella tamarindi
- Mycosphaerella taraxaci
- Mycosphaerella tardiva
- Mycosphaerella tasmaniensis
- Mycosphaerella tassiana
- Mycosphaerella tatarica
- Mycosphaerella tecomae
- Mycosphaerella telopeae
- Mycosphaerella terebinthi
- Mycosphaerella ternstroemiae
- Mycosphaerella tetroncii
- Mycosphaerella teucrii
- Mycosphaerella thailandica
- Mycosphaerella thais
- Mycosphaerella thalictrina
- Mycosphaerella thaspiicola
- Mycosphaerella theae
- Mycosphaerella thelypteridis
- Mycosphaerella theobromae
- Mycosphaerella theodulina
- Mycosphaerella thermopsidis
- Mycosphaerella thesii
- Mycosphaerella thironi
- Mycosphaerella thujae
- Mycosphaerella thujopsidis
- Mycosphaerella thysselini
- Mycosphaerella tilakii
- Mycosphaerella tiliae
- Mycosphaerella tingens
- Mycosphaerella tinosporae
- Mycosphaerella tirolensis
- Mycosphaerella tithymali
- Mycosphaerella tocoyenae
- Mycosphaerella togashiana
- Mycosphaerella togniniana
- Mycosphaerella tokoroi
- Mycosphaerella tomilinii
- Mycosphaerella topographica
- Mycosphaerella tormentillae
- Mycosphaerella tournefortiae
- Mycosphaerella trachycarpi
- Mycosphaerella tragopogonicola
- Mycosphaerella tremulicola
- Mycosphaerella tremulina
- Mycosphaerella trifolii
- Mycosphaerella triseti
- Mycosphaerella tristaniae
- Mycosphaerella trochicarpi
- Mycosphaerella tuerckheimii
- Mycosphaerella tulipiferae
- Mycosphaerella tumulosa
- Mycosphaerella tungurahuana
- Mycosphaerella tupae
- Mycosphaerella tussilaginis
- Mycosphaerella typhae
- Mycosphaerella typhina
- Mycosphaerella ulmariae
- Mycosphaerella ulmi
- Mycosphaerella ulmifolia
- Mycosphaerella unedinis
- Mycosphaerella ungnadiae
- Mycosphaerella urticae-dioicae
- Mycosphaerella ushuvaiensis
- Mycosphaerella uspenskajae
- Mycosphaerella usteriana
- Mycosphaerella vaccinii
- Mycosphaerella vacciniicola
- Mycosphaerella vagabunda
- Mycosphaerella vagans
- Mycosphaerella valeppensis
- Mycosphaerella valgourgensis
- Mycosphaerella valida
- Mycosphaerella variabilis
- Mycosphaerella venezuelensis
- Mycosphaerella veratri
- Mycosphaerella veratri-lobeliani
- Mycosphaerella verbenae
- Mycosphaerella verecunda
- Mycosphaerella vernoniae
- Mycosphaerella verrucosiafricana
- Mycosphaerella vesicaria
- Mycosphaerella vesicariae-arcticae
- Mycosphaerella vexans
- Mycosphaerella viburni
- Mycosphaerella viburnicola
- Mycosphaerella viciae
- Mycosphaerella viciarum
- Mycosphaerella viegasii
- Mycosphaerella vietnamensis
- Mycosphaerella vindobonensis
- Mycosphaerella violae
- Mycosphaerella virgaureae
- Mycosphaerella vitalbae
- Mycosphaerella vitalbina
- Mycosphaerella vitensis
- Mycosphaerella viticola
- Mycosphaerella vitis-viniferae
- Mycosphaerella vivipari
- Mycosphaerella vogelii
- Mycosphaerella volkartiana
- Mycosphaerella vulnerariae
- Mycosphaerella wachendorfiae
- Mycosphaerella wagnerae
- Mycosphaerella waimeana
- Mycosphaerella wakkeri
- Mycosphaerella walkeri
- Mycosphaerella washingtoniae
- Mycosphaerella websteri
- Mycosphaerella weigelae
- Mycosphaerella wichuriana
- Mycosphaerella winteri
- Mycosphaerella wisteriae
- Mycosphaerella wladiwostokensis
- Mycosphaerella wollemiae
- Mycosphaerella woronowii
- Mycosphaerella xerophylli
- Mycosphaerella xylomeli
- Mycosphaerella yaku-insularia
- Mycosphaerella yanagawaensis
- Mycosphaerella yuccae
- Mycosphaerella yuccina
- Mycosphaerella yunnanensis
- Mycosphaerella zeae
- Mycosphaerella zeae-maydis
- Mycosphaerella zeicola
- Mycosphaerella zeina
- Mycosphaerella zelkovae
- Mycosphaerella zeylanica
- Mycosphaerella zilingii
- Mycosphaerella zingiberis
- Mycosphaerella zizaniicola
- Mycosphaerella ziziphicola

Selon Index Fungorum (24 novembre 2014) :
- Mycosphaerella abutilonis Nakata & Takim.
- Mycosphaerella abutilontidicola Miura 1928
- Mycosphaerella acaciae (Cooke & Harkn.) Tomilin 1968
- Mycosphaerella acanthopanacis (Cif. & Gonz. Frag.) Cif. 1961
- Mycosphaerella acanthopanacis Syd. & P. Syd. 1913
- Mycosphaerella acerina (Fautrey) Tomilin 1970
- Mycosphaerella acerina (Wallr.) Johanson 1897
- Mycosphaerella aceris Woron. 1915
- Mycosphaerella achilleae Novoss. 1938
- Mycosphaerella acicola (Cooke & Harkn.) Lindau 1897
- Mycosphaerella acilegna M. Morelet 1971
- Mycosphaerella aconitorum Petr. 1957
- Mycosphaerella acori Höhn. 1919
- Mycosphaerella actaeae (Rostr.) Tomilin 1968
- Mycosphaerella actinidiae Syd., P. Syd. & Hara 1913
- Mycosphaerella adenophorae Sawada 1952
- Mycosphaerella adhatodae S. Ahmad 1969
- Mycosphaerella adonidina Petr. 1959
- Mycosphaerella adonis (Sacc.) Lindau 1903
- Mycosphaerella adusta Lindau 1903
- Mycosphaerella aeluropodis Lobik 1928
- Mycosphaerella aequatoriensis Petr. 1948
- Mycosphaerella aesculi (Cocc. & Morini) Tomilin 1968
- Mycosphaerella aethiops (Fuckel) Lindau 1903
- Mycosphaerella affinis (G. Winter) Starbäck 1899
- Mycosphaerella afghanica Petr. 1953
- Mycosphaerella africana Crous & M.J. Wingf. 1996
- Mycosphaerella agapanthi T.S. Ramakr. & K. Ramakr. 1951
- Mycosphaerella agapanthi-umbellati T.S. Ramakr. & Sundaram 1955
- Mycosphaerella agaves (C. Massal.) Tomilin 1967
- Mycosphaerella aggregata (Schwein.) J.A. Stev. 1918
- Mycosphaerella aggregata Carnegie & Keane 1994
- Mycosphaerella aggregata Earle 1926
- Mycosphaerella agostinii (Nann.) M. Morelet 1971
- Mycosphaerella agrimoniae Syd. 1942
- Mycosphaerella agrostidis (Castagne) Lindau 1903
- Mycosphaerella agrostistachydis Anahosur 1971
- Mycosphaerella aiacu (Speg.) Aptroot 2006
- Mycosphaerella ailanthi (Ellis & Barthol.) House 1921
- Mycosphaerella airicola Petr. 1936
- Mycosphaerella alarum (Ellis & Halst.) Hara 1927
- Mycosphaerella alba (Pass.) Tomilin 1967
- Mycosphaerella albescens (Rabenh.) Lind ex Rehm 1911
- Mycosphaerella albiziae U.P. Singh 1976
- Mycosphaerella albocrustata (Schwein.) Crous & Corlett 1999
- Mycosphaerella alchemillae Vassiljevsky
- Mycosphaerella alchemillicola Petr. 1931
- Mycosphaerella alchemillicola Vassiljevsky 1925
- Mycosphaerella aleuritis (I. Miyake) S.H. Ou 1940
- Mycosphaerella aleuritis Gutner 1966
- Mycosphaerella algarbiensis Dias 1971
- Mycosphaerella algida Lar.N. Vassiljeva 1987
- Mycosphaerella aliena (Pass.) Tomilin 1979
- Mycosphaerella alismatis (Hollós) M. Morelet 1968
- Mycosphaerella allescheri (Sacc.) Lindau 1903
- Mycosphaerella alni-viridis (De Not.) Tomilin 1967
- Mycosphaerella alnicola (Peck) House 1921
- Mycosphaerella alnobetulae Jaap 1917
- Mycosphaerella alocasiae Syd. & P. Syd. 1913
- Mycosphaerella aloës Syd. 1939
- Mycosphaerella alpina Arx 1949
- Mycosphaerella alpiniae S.Q. Chen & P.K. Chi 1994
- Mycosphaerella alpiniicola S.Q. Chen & P.K. Chi 1994
- Mycosphaerella alsines (Pass.) Magnus 1903
- Mycosphaerella alsophila (Kirschst.) Tomilin 1979
- Mycosphaerella altera (Pass.) House 1921
- Mycosphaerella althaeina Lobik 1928
- Mycosphaerella alyssi (Hollós) Moesz 1926
- Mycosphaerella alyxiae Petr. 1954
- Mycosphaerella ambiens Starbäck 1889
- Mycosphaerella ambigua (Fautrey & Lambotte) Tomilin 1979
- Mycosphaerella americanae B.V. Lima, R.W. Barreto & D.J. Soares 2009
- Mycosphaerella amomi P.K. Chi 1994
- Mycosphaerella anacardiicola Bat. 1956
- Mycosphaerella andicola Speg. 1912
- Mycosphaerella andirae (Gonz. Frag. & Cif.) Cif. 1961
- Mycosphaerella andrewsii (Sacc.) Davis 1929
- Mycosphaerella andromedae Miles 1935
- Mycosphaerella anemones Clem. 1906
- Mycosphaerella anethi (Pers.) Petr. 1927
- Mycosphaerella angelicae Woron. 1913
- Mycosphaerella angophorae Hansf. 1957
- Mycosphaerella angulata W.A. Jenkins 1942
- Mycosphaerella angustifoliorum A.W. Ramaley 1991
- Mycosphaerella annulata (Cooke) Miles 1935
- Mycosphaerella antarctica (Speg.) Tomilin 1968
- Mycosphaerella anthemidina Petr. 1944
- Mycosphaerella anthurii Miles 1917
- Mycosphaerella antoniana (Unamuno) E.K. Cash 1972
- Mycosphaerella antonovii Petr. 1929
- Mycosphaerella aphyllanthis Bernaux 1949
- Mycosphaerella apiahyna (Speg.) Tomilin 1970
- Mycosphaerella apocynica Petr. 1931
- Mycosphaerella applanata (Ellis & Everh.) Tomilin 1979
- Mycosphaerella apula (Sacc. & D. Sacc.) Tomilin 1968
- Mycosphaerella aquatica (Cooke) J.H. Mill. 1941
- Mycosphaerella aquatica Udaiyan & V.S. Hosag. 1992
- Mycosphaerella aquilegiae Murashk. 1928
- Mycosphaerella aquilegiae Sawada 1952
- Mycosphaerella aquilegiae-jonesii Tomilin 1968
- Mycosphaerella aquilina (Fr.) J. Schröt. 1894
- Mycosphaerella arachnoidea F.A. Wolf 1936
- Mycosphaerella araliae Bunkina & Koval 1963
- Mycosphaerella araucariae (Rehm) Arx 1958
- Mycosphaerella arbuticola (Peck) Jaap 1916
- Mycosphaerella arbutifoliae (Peck) House 1921
- Mycosphaerella arctica (Berl. & Voglino) Lavrov 1951
- Mycosphaerella ardisiae (Cif. & Gonz. Frag.) Cif. 1961
- Mycosphaerella arenariicola Bubák 1909
- Mycosphaerella areola Ehrlich & F.A. Wolf 1932
- Mycosphaerella aretiae Höhn. 1907
- Mycosphaerella aristolochiae Syd. & P. Syd. 1914
- Mycosphaerella aristoteliae (Cooke) Aptroot 2006
- Mycosphaerella armoraciae Johanson ex Oudem. 1897
- Mycosphaerella aronici Volkart 1903
- Mycosphaerella artemisae Clem. 1906
- Mycosphaerella artemisiae Tilak 1959
- Mycosphaerella arthraxonicola Naumov 1914
- Mycosphaerella artocarpi Bat. 1956
- Mycosphaerella artocarpi F. Stevens & P.A. Young 1925
- Mycosphaerella arundinariae (G.F. Atk.) Earle 1901
- Mycosphaerella asclepiadis Siemaszko 1923
- Mycosphaerella asensioi (Unamuno) E.K. Cash 1972
- Mycosphaerella asiminae (Ellis & Kellerm.) Tomilin 1979
- Mycosphaerella asparagi (Bres.) Magnus 1905
- Mycosphaerella asperifolii (E. Bommer, M. Rousseau & Sacc.) Tomilin 1970
- Mycosphaerella asperulae (Roum. & Fautrey) Vestergr. 1903
- Mycosphaerella asperulata L. Holm & K. Holm 1979
- Mycosphaerella asphodelina (Alcalde) M. Morelet 1968
- Mycosphaerella aspidii (Fuckel) L. Holm & K. Holm 1979
- Mycosphaerella asplenii Lindau 1897
- Mycosphaerella asplenii Thirum. & Govindu 1954
- Mycosphaerella assimilata (J. Kunze) Lindau 1903
- Mycosphaerella astericola Hara 1918
- Mycosphaerella asterinoides (Ellis & Everh.) Fairm. 1905
- Mycosphaerella asterinoides Lindau 1897
- Mycosphaerella asteroma (Fr.) Lindau 1897
- Mycosphaerella astragali (Curr.) Tomilin 1968
- Mycosphaerella astragalina I.E. Brezhnev 1951
- Mycosphaerella asunciensis Starbäck 1905
- Mycosphaerella athamantae (Parisi) M. Morelet 1968
- Mycosphaerella atomus (Cooke) Johanson ex Oudem. 1897
- Mycosphaerella atractylodis Koval 1963
- Mycosphaerella atropae Syd. & P. Syd. 1916
- Mycosphaerella aucubae Mark.-Let. 1927
- Mycosphaerella audibertiae Rehm 1909
- Mycosphaerella auerswaldii (Fleischh.) Lindau 1903
- Mycosphaerella aurantia A. Maxwell 2003
- Mycosphaerella aurantiorum Bùggieri 1935
- Mycosphaerella aureocorona Priest 2006
- Mycosphaerella australis (Speg.) Lindau 1897
- Mycosphaerella babajaniae Negru & R. Sandor 1965
- Mycosphaerella baccharidiphila (Speg.) E.K. Cash 1972

Selon NCBI (24 novembre 2014) :
- Mycosphaerella aleuritidis
- Mycosphaerella ambiphylla
- Mycosphaerella angustifoliorum
- Mycosphaerella arachidis
- Mycosphaerella arbuticola
- Mycosphaerella areola
- Mycosphaerella asteroma
- Mycosphaerella aurantia
- Mycosphaerella berkeleyi
- Mycosphaerella bixae
- Mycosphaerella brassicicola
- Mycosphaerella buckinghamiae
- Mycosphaerella cannabis
- Mycosphaerella cerastiicola
- Mycosphaerella coacervata
- Mycosphaerella coffeicola
- Mycosphaerella cryptica
- Mycosphaerella delegatensis
- Mycosphaerella elaeocarpi
- Mycosphaerella ellipsoidea
- Mycosphaerella endophytica
- Mycosphaerella etlingerae
- Mycosphaerella eumusae
- Mycosphaerella eurypotami
- Mycosphaerella fimbriata
- Mycosphaerella flageoletiana
- Mycosphaerella fori
- Mycosphaerella fragariae
- Mycosphaerella gleicheniae
- Mycosphaerella gracilis
- Mycosphaerella grandis
- Mycosphaerella handelii
- Mycosphaerella harthensis
- Mycosphaerella hedericola
- Mycosphaerella hyperici
- Mycosphaerella intermedia
- Mycosphaerella iridis
- Mycosphaerella irregulari
- Mycosphaerella keniensis
- Mycosphaerella laricina
- Mycosphaerella laricis-leptolepidis
- Mycosphaerella latebrosa
- Mycosphaerella linicola
- Mycosphaerella linorum
- Mycosphaerella lupini
- Mycosphaerella madeirae
- Mycosphaerella marasasii
- Mycosphaerella marksii
- Mycosphaerella medusae
- Mycosphaerella microsora
- Mycosphaerella milleri
- Mycosphaerella mori
- Mycosphaerella mozambica
- Mycosphaerella musae
- Mycosphaerella mycopappi
- Mycosphaerella nawae
- Mycosphaerella nootherensis
- Mycosphaerella nyssicola
- Mycosphaerella obscuris
- Mycosphaerella phacae-frigidae
- Mycosphaerella pini
- Mycosphaerella pneumatophorae
- Mycosphaerella podagrariae
- Mycosphaerella polygoni-cuspidati
- Mycosphaerella pomi
- Mycosphaerella populi
- Mycosphaerella pseudoellipsoidea
- Mycosphaerella pseudomarksii
- Mycosphaerella pseudovespa
- Mycosphaerella punctata
- Mycosphaerella pyri
- Mycosphaerella quasiparkii
- Mycosphaerella recutita
- Mycosphaerella ribis
- Mycosphaerella rosigena
- Mycosphaerella rubella
- Mycosphaerella shimabarensis
- Mycosphaerella sojae
- Mycosphaerella sphaerulinae
- Mycosphaerella stromatosa
- Mycosphaerella sumatrensis
- Mycosphaerella suttoniae
- Mycosphaerella swartii
- Mycosphaerella tumulosa
- Mycosphaerella valgourgensis
- Mycosphaerella vespa
- Mycosphaerella vietnamensis
- Mycosphaerella wachendorfiae
- Mycosphaerella waimeana
- Mycosphaerella yunnanensis